# Conconully State Park
Der Conconully State Park ist ein 97 Acres (39,3 ha) großes Naherholungsgebiet am Nordufer des Conconully Reservoir in der Kleinstadt Conconully im Okanogan County im US-Bundesstaat Washington. Der Park wurde bei Fertigstellung des Conconully Dam 1910 gegründet und 1945 in das Washington State Parks System eingegliedert. Ein Nachbau des Gerichtsgebäudes und die Glocke der Schule, die einst im Park stand, sind zu besichtigen. Zum Park gehören 5.400 ft (ca. 1.600 m) des Stausee-Ufers und Einrichtungen für Camping, Bootfahren und Picknick.